# Eutrichosomatinae
La sottofamiglia degli Eutrichosomatinae Peck, 1951, è un piccolo raggruppamento di insetti della famiglia degli Pteromalidi (Hymenoptera: Chalcidoidea) comprendente specie presumibilmente parassitoidi.
Questi imenotteri hanno le axille sviluppate in modo che i loro margini posteriori s'incontrano sulla parte mediale del mesotorace. La loro biologia è poco conosciuta. Bouček (1975) ha segnalato la specie Eutrichosoma mirabile come parassitoide associato a due Coleotteri Curculionidi infeudati ad alcune Composite. Lo stesso autore, nella sua generale revisione del 1988 , ha ipotizzato per i membri di questa sottofamiglia una probabile attività oofaga a spese di Imenotteri galligeni.

## Sistematica
La sottofamiglia comprende 4 generi con 5 specie:
- Collessina
- Eutrichosoma
- Manineura
- Peckianus